# Huarache toluqueño
El Huarache Toluqueño es una comida tradicional originaria de la ciudad de Toluca, en el Estado de México.
Este platillo destaca por su base crujiente de maíz nixtamalizado y sus ingredientes frescos, convirtiéndose en un símbolo de la gastronomía local.
Se trata de una variante de memela hecha tostada ovalada, elaborada a mano con maíz blanco o azul nixtamalizado, crujiente. La base de la tostada se cubre con una capa generosa de frijoles refritos espesos, seguida de ingredientes frescos y picados como nopales, cilantro y cebolla. Para completar el sabor, se agrega queso fresco rallado y una salsa roja hecha a base de chiles.

## Historia
Más allá de ser un platillo delicioso, el Huarache de Toluca es parte del patrimonio cultural de Toluca y forma parte de la Gastronomía Mexicana, cocina considerada por la UNESCO como Patrimonio Inmaterial de la Humanidad.
Su historia se remonta a principios del siglo XX, una historia fascinante ligada a la creatividad culinaria y el ingenio de vendedoras locales, del barrio de la Teresona en Toluca, lugar de origen del Huarache. Su origen se remonta a tiempos difíciles en una época de escasez en la ciudad de Toluca, pero su evolución posterior lo ha convertido en un símbolo de identidad Toluqueña. Veamos su desarrollo a través del tiempo:

#### 1915: Un "Platillo de Guerra" Toluqueño
En el contexto de la Revolución Mexicana, Toluca, como muchas otras ciudades, sufrió por la falta de alimentos. La historiadora Georgina Flores lo denomina el "año del hambre" y señala que las familias debían recurrir a la creatividad para alimentarse. Es en este contexto que surge el Huarache de Toluca, también conocido como "Platillo de Guerra", ya que nace de la necesidad de las madres de la Teresona, de alimentar a sus familias con los pocos ingredientes disponibles.

#### 1924: Pioneras de la Teresona y la Tostada Dorada
Las crónicas locales ubican a Doña Encarnación Jaimes, habitante del barrio de la Teresona en Toluca, como una de las primeras en elaborar las tostadas de maíz blanco, a partir de nixtamal molido en metate, que dieron origen al Huarache. En aquel entonces, se cocinaban tortillas gruesas (memelas) sobre un comal, pero al experimentar para acelerar la cocción, se descubrió que al retirar parte de la masa y dorarla por ambos lados, se obtenía una base crujiente, ideal para un platillo. 
Inicialmente, estas tostadas se consumían con ingredientes sencillos como salsa, cebolla y cilantro; para consumo propio y de venta en lugares de Toluca como: en la central camionera, a un costado del Teatro Morelos, hoy Plaza Gonzalez Arratia; Iglesia de la Merced, el Calvario y en la Troje, pulquería popular.

#### 1930: Evolución y Expansión Temprana
La década de 1930 marca un periodo de innovación en la receta del Huarache. Doña Loreto González de Enríquez, también residente de la Teresona, adoptó la idea de la tostada de maíz e incorporó nopales a la preparación, creando las emblemáticas "Doraditas." Este platillo, vendido en lugares populares como pulquerías y mercados, comenzó a ganar popularidad entre los toluqueños y su venta se expandió el antiguo Mercado 16 de septiembre, donde actualmente está el emblemático Cosmovitral.

#### 1940: Difusión entre las Cocineras de la Teresona
Durante los años 40, la receta del huarache se extendió entre las mujeres del barrio de la Teresona. Se empezó a vender el platillo en zonas como el Parque Matlatzincas y el estadio de futbol La Bombonera, ampliando su alcance más allá del centro de Toluca.
En esta época cerca de los 60´s también surgen las primeras variantes, como la adición de frijoles a la base de la tostada. Testimonios de la Sra. Graciela Santamaría, sobrina de Doña Loreto, relatan que en oficinas de la calle Pino Suárez de Toluca se solicitó agregar frijoles, queso y aguacate a la Doradita original. Esta innovación enriqueció el platillo y marcó una nueva etapa en su evolución.
También comenzó a extenderse la venta más allá de la Teresona para reproducirse en diferentes regiones alrededor de Toluca como: Malinalco, Tenango, Tenancingo, Calixtlahuaca, Texaquic, Santiago Miltepec, Santa Cruz Atzcapotzaltongo, entre otras.

#### 1960: Los Huaraches llegan a la Ciudad de México
En 1955, Doña Margarita Santamaría Salazar, oriunda de la Teresona y con residencia en Santiago Miltepec, se convierte en una figura fundamental para la difusión del Huarache. Tras aprender la receta de su tía Guadalupe Pérez, Margarita comienza a vender los Huaraches más allá de Toluca, llegando a mercados icónicos de la Ciudad de México, como Tepito, la Balbuena, Parque de la Juventud en la Alvaro Obregón y el Parque Lira en Tacubaya, introduciendo el Huarache a los capitalinos.
Es en esta etapa, donde surge la confusión con el término "Tlayuda", aunque los nombres más aceptados para el platillo Toluqueño siguen siendo "Doraditas", "Tostadas" o simplemente "Huarache".

#### 1988: Segunda Generación y Expansión Territorial
La pasión por el Huarache de Toluca se hereda. En 1988, la segunda generación de la familia Santamaría, hijos, hijas, nueras y yernos impulsados por el legado de Doña Margarita Santamaría, amplía la comercialización del platillo a nuevos mercados del Estado de México y municipios aledaños a la Ciudad de México. Entre su familia, destaca Teresa Alemán y Mauro Escobar, quienes iniciaron presencia en:  Zumpango, Teoloyucan, Xochimilco, Visitacion, Chalco, Iztapalapa, Nextlalpan, Melchor Ocampo, Tultepec, Cuautitlán, Tultitlan, Naucalpan, Nezahualcóyotl, Tlalnepantla, Huixquilucan, así como en el Valle de Toluca: Santa Ana Tepatitlán, Metepec, San Jerónimo Chicahualco, San Francisco Tlacilalcalpan, Santiago Tianguistenco, entre otros.

#### 2008: La Expansión Continúa
El papel de la familia Escobar Alemán fue crucial en la difusión del Huarache de Toluca más allá del Estado de México. A partir del año 2008, su esfuerzo llevó este platillo a localidades del vecino estado de Michoacán, concretamente a Zitácuaro, Maravatío, Tuzantla y Angangueo. 

#### 2017: Reconocimiento y Primera Feria del Huarache
En 2017, gracias a la iniciativa de comerciantes y el Ayuntamiento de Toluca, se inaugura la 1ª Feria del Huarache en la Alameda de Toluca. Este evento supone un reconocimiento a la importancia cultural y económica del platillo, además de dar visibilidad a las cerca de 500 familias del barrio de la Teresona que se dedican a su producción.

#### Actualidad: Tradición Viva
Desde la Feria del Huarache en 2017, la tradición continúa viva. Se celebran ferias anuales en el Paseo Matlatzincas, en el Barrio de la Teresona y el Huarache de Toluca se consolida como un emblema culinario de la ciudad, atrayendo a turistas y locales por su sabor único e historia.

## La Tostada para el Huarache Toluqueño

### DESCRIPCIÓN DE LA TOSTADA
La tostada para el "Huarache Toluqueño" es un producto de maíz nixtamalizado y martajado, el cual se elabora en forma de memela: gruesa, ovalada y alargada, la cual se dora por una cara en el comal y después se raspa (como las raspaditas de Jalisco) por la cara cruda, la cual también se dora.

###### Caracterización de la Tostada de Huarache Toluqueño estándar
- Dimensiones: 30 cm (largo) x 20 cm (ancho)
- Peso: 45 - 60 gr
- Color: Color dorado, azul o café, dependiendo del tipo de maíz.
- Textura: Rugosa, crujiente.

### PROCESO DE ELABORACIÓN DE LA TOSTADA
El proceso de elaboración de la tostada de Huarache de Toluca, es usando técnicas tradicionales de nixtamalización y trabajo manual de la masa de maíz. A continuación se describen los pasos clave:
1. Nixtamalización del maíz: El maíz blanco o azul se cuece en una solución alcalina de cal, la cual facilita la eliminación del pericarpio (cáscara) y mejora la digestibilidad y el valor nutricional del grano.
2. Martajado de maíz (molienda): Una vez cocido y reposado, el maíz nixtamalizado se muele en un molino manual o eléctrico para obtener una masa fina y húmeda.
3. Amasado de la masa de maíz: La masa de maíz molida se mezcla con un poco de agua adicional para obtener la consistencia adecuada para trabajar. Se amasa a mano hasta que esté suave y uniforme.
4. Formación de tlaxcal alargado: Se toma una porción de masa y se rueda a mano sobre una superficie plana para darle una forma alargada, similar a un rodillo cilíndrico. Este trozo de masa se llama "tlaxcal".
5. Prensado formación de Memela ovalada: El tlaxcal se coloca entre dos plásticos o directamente sobre una prensa especial. Se aplica presión para aplanar la masa y darle la forma ovalada característica del Huarache. El grosor final suele ser un poco mayor que el de una tortilla tradicional.
6. Cocción de un lado de la memela: La memela se coloca sobre un comal (plancha de barro o metal) precalentado. Se deja cocer durante unos minutos hasta que la parte inferior esté dorada y firme.
7. Raspado de la cara no cocida: Una vez cocida la cara inferior, se retira del comal y la superficie superior, que aún está cruda, se raspa ligeramente con un espátula para retirar la capa de masa sin cocer. Este paso es crucial para lograr la textura crujiente del Huarache.
8. Cocción final de la Cara raspada: La memela con la cara raspada se vuelve a colocar sobre el comal. Se deja cocer durante unos minutos más hasta que esté dorada y completamente cocida en su totalidad.

## Preparación original del Huarache
La preparación original del Huarache de Toluca es una combinación simple pero llena de sabor. Sobre la base crujiente de la tostada recién hecha, se disponen capas de ingredientes frescos y cocidos que aportan texturas y sabores complementarios. A continuación, se detallan los elementos básicos de esta receta tradicional:
1. Huarache (tostada de maíz): La estrella del platillo es la tostada ovalada elaborada según el proceso descrito anteriormente. Su textura crujiente y dorada es fundamental para contrastar con los demás ingredientes.
2. Frijol molido espeso (flor de mayo/junio): Tradicionalmente, se utilizan frijoles bayos o negros cocidos y molidos hasta obtener una consistencia espesa. Para realzar el sabor, se recomienda utilizar frijoles de la cosecha de temporal, específicamente de la flor de mayo o junio, ya que se dice que poseen un mejor aroma y sabor.
3. Nopales cocidos en cubitos: Los nopales se cortan en cubos pequeños y se cocinan previamente para suavizarlos. Agregan un toque fresco y ligeramente ácido al platillo.
4. Cilántro picado finamente: El cilantro fresco picado aporta un aroma cítrico y un toque de frescura que equilibra los sabores del plato.
5. Cebolla fileteada: La cebolla fileteada finamente añade un toque de picor y realza los demás sabores.
6. Salsa roja de guajillo: La salsa roja es un elemento clave que aporta un toque de picante y condimento. Se prepara a base de chiles guajillos asados y molidos, combinados con jitomate, ajo, cebolla y especias. La consistencia de la salsa puede variar según el gusto, desde un poco líquida hasta más espesa.
7. Queso fresco rallado: El queso fresco rallado, se añade por encima para aportar cremosidad y un toque salado que complementa el conjunto de sabores.

## Valor nutricional del Huarache de Toluca
El huarache toluqueño proporciona una nutrición completa, es una opción deliciosa y saludable, con una combinación de proteínas, carbohidratos, vitaminas, minerales y fibra. Cada uno de estos ingredientes aporta nutrientes importantes:
- Masa de maíz: Proporciona carbohidratos complejos, fibra, vitaminas del grupo B y minerales como magnesio y fósforo.
- Frijoles molidos: Son ricos en proteínas vegetales, fibra y antioxidantes.
- Nopales: Altos en fibra, vitaminas A, C y K, y minerales como calcio y potasio.
- Cilantro y cebolla: Contienen vitaminas A y C, potasio, y compuestos antiinflamatorios.
- Salsa roja de guajillo: Aporta capsaicina y antioxidantes.
- Queso fresco rallado: Fuente de proteínas, grasas saludables y calcio.

## Variantes del Huarache
El Huarache de Toluca, no tiene variantes en su preparación original como se explico en la historia de este. Sin embargo el Huarache (solo tostada) por su naturaleza de ser una Tostada crujiente de maíz permite la incorporación de diversos ingredientes, dando lugar a múltiples variantes de acompañar dicha tostada. A continuación, se presentan algunos ejemplos, que se adaptan a diferentes gustos y preferencias sin limitar la imaginación de los comensales o chefts con sus estilos gourmet:
- Huarache con revoltijo.
- Huarache con mole.
- Huarache con guacamole.
- Huarache con frijoles, queso y crema
- Huarache con frijoles, carne/pollo deshebrado y lechuga